# Josep Traité i Compte

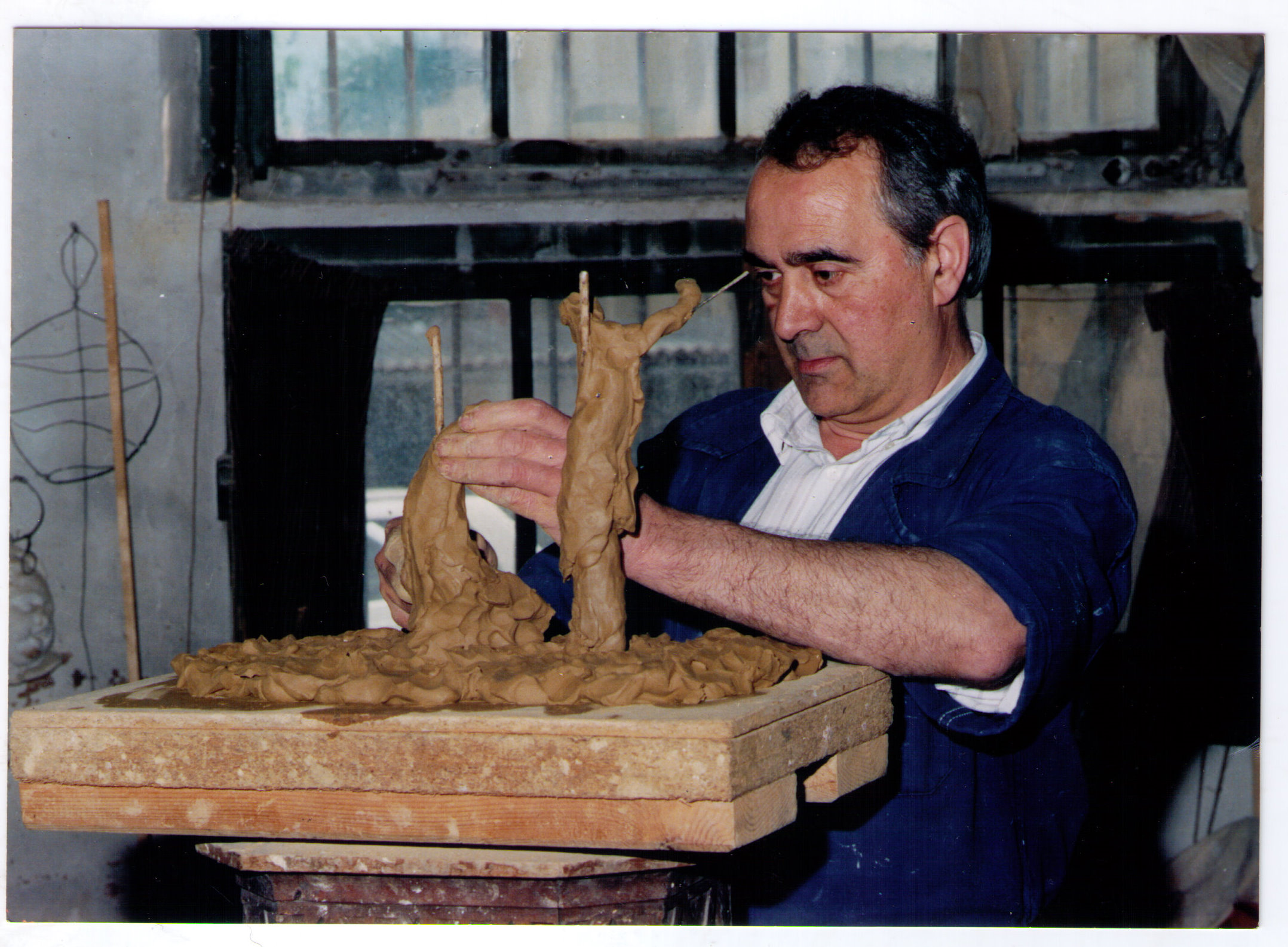
Josep Traité i Compte (1995)

Josep Traité i Compte (* 13. September 1935 in Olot; † 9. November 2022 ebendort) war ein katalanischer Bildhauer, Krippenkünstler und Aquarellist, der künstlerisch in der Tradition des Barock stand. Traité war Spezialist für kleinformatige, polychrome Terrakotta-Skulpturen. Hierbei thematisierte er das Leben der katalanischen Bauern zu Beginn des 20. Jahrhunderts oder Krippenszenen rund um die Geburt Jesu. Traité arbeitete auch als Dozent für Modellierung und Krippenkunst sowie als Geschäftsführer in der Skulpturenindustrie. Als Krippenkünstler ist eine seiner Krippen in der Bibliothek des Vatikans dauerausgestellt. Josep Traité war der Sohn des Bildhauers Manel Traité i Figueras.

## Leben und Werk
Traité besuchte die Grundschule in Olot. Bereits mit sieben Jahren fertigte er in der Schule bemerkenswerte Tafelzeichnungen christlicher Szenen an. In künstlerischer Hinsicht war Josep Traité zunächst Schüler seines Vaters. Mit zehn Jahren besuchte er die Escola de Belles Arts in Olot. Seine Lehrer waren hier Martí Casadevall, Lluís Carbonell, Solé i Jorba, Bartomeu Mas i Collellmir und Pere Gussinyé. Mit 13 Jahren erhielt er den Malereipreis des Centre Catòlic d’Olot. Zu Anfang beschäftigte er sich mit Ölmalerei, wechselte dann zur Aquarellmalerei und behielt diese Malereitechnik sein Leben lang bei. Neben der privat betriebenen Malerei widmete er sich bei El Arte Cristiano der Bildhauerei. In späteren Jahren übernahm er die Geschäftsleitung von El Arte Cristiano.
1957 verrichtete er seinen Wehrdienst in Ceuta. Er gab in der spanischen Armee Kunstunterricht und leitete dort die Abteilung Zeichnung und Modellierung. In Ceuta hatte Traité sein erstes eigenes Atelier. Nach dem Wehrdienst perfektionierte er seine Fähigkeiten als Skulpteur in Perpignan und Toulouse. Von 1974 bis 1976 arbeitete Traité als Dozent für Modellierung an der Escola de Belles Arts in Olot.
Traité engagierte sich lebenslang als Krippenkünstler. 1955 erstellte er seine erste große Kunstkrippe in Form eines Dioramas. Von 1965 bis 1971 fertigte er jedes Jahr eine große Krippe für das Altenheim La Caritat in Olot. Die letzte dieser Krippen widmete er seinem großen künstlerischen Vorbild Ramon Amadeu zu dessen 150. Todestag. 1986 fertigte er auf Bestellung des Vatikans eine Krippe, die er persönlich dem Johannes Paul II. übergab. Diese Krippe ist in der Bibliothek des Vatikans ausgestellt. Traité ist Gründer und war Dozent der Escola de Pesebrisme (Krippenkünstlerschule) in Olot. Er ist Mitglied und war Vorstand der Pessebristes von Olot. Er hat als Dozent für Krippenkunst an entsprechenden Schulen in Figueres, Sabadell, Lloret de Mar, Mataro und Banyoles gearbeitet. 1984 hat er an der von der UNESCO in Paris organisierten Exposició Internacional de Pessebres (Internationale Krippenausstellung) teilgenommen. Er hat zahlreiche Preise als Krippenkünstler erhalten.
Als Maler und Bildhauer hatte Traité zahlreiche Ausstellungen in Gesamtspanien. Traité hat eine Büste von und für Gala Dalí geschaffen. Diese Büste wurde erstmals zur Eröffnung des Museu Dalí der Öffentlichkeit präsentiert. Salvador Dalí hat Traité zu dieser Büste seiner Frau persönlich gratuliert. 1989 hat Traité fünf Figuren für die offizielle Osterprozession in Girona geschaffen. Traité erhielt auch zahlreiche Preise für seine Mahlerei und sein profanes skulpturelles Werk.
Im Museu Etnològic de L’Espluga (Ethnologisches Museum von L’Espluga de Francolí) gibt es einen Saal mit ungefähr 100 auch ethnologisch wertvollen Skulpturen zu landwirtschaftlichen Themen von Josep Traité.

## Wertung
Josep Traité gilt als einer der besten figurativen Künstler Kataloniens. Seine Malereien und Skulpturen müssen in einem barocken Kunststil verortet werden. Carme Verdaguer schreibt in ihrem Buch L'Escultura a Olot: Die Werke von Traité sind sehr persönlich geprägt 1. durch ihr Antlitz, 2. durch ihren Rhythmus und 3. durch ihre Bewegung. Im April 2014 hat die Stadt Olot dem Künstler eine anthologische Ausstellung im Museu de la Garrotxa gewidmet.